# Мішково-Погорілове
Мішко́во-Погорі́лове — село в Україні, адміністративний центр Мішково-Погорілівської сільської громади Миколаївського району Миколаївської області. Населення — 5363 осіб.

## Історія
Село засноване 1810 року. До 1944 року село перебувало в складі Миколаївського району, у 1944—2016 роках — у Жовтневому районі (у 2016 році перейменований у Вітовський район).
19 вересня 2019 року, в ході децентралізації, утворена Мішково-Погорілівська сільська громада.
19 липня 2020 року, в результаті адміністративно-територіальної реформи та ліквідації Вітовського району, село увійшло до складу новоутвореного Миколаївського району.
Орган місцевого самоврядування - Мішково-Погорілівська сільська рада. Сільський голова - Ботанін Андрій Леонідович (з 2019 року як голова громади)

## Населення
За переписом УРСР 1989 року чисельність наявного населення села становила 5030 осіб, з яких 2290 чоловіків та 2740 жінок.
За переписом населення України 2001 року в селі мешкали 5484 особи.
Після 2022 року за оцінками в селі проживає 4633 особи. Скорочення населення відбулось через повномасштабне вторгнення Російської Федерації

### Мова
Розподіл населення за рідною мовою за даними перепису 2001 року:
| Мова       | Відсоток |
| ---------- | -------- |
| українська | 70,75 %  |
| російська  | 28,1 %   |
| вірменська | 0,57 %   |
| білоруська | 0,24 %   |
| молдовська | 0,07 %   |
| польська   | 0,02 %   |
| інші       | 0,25 %   |

## Інфраструктура

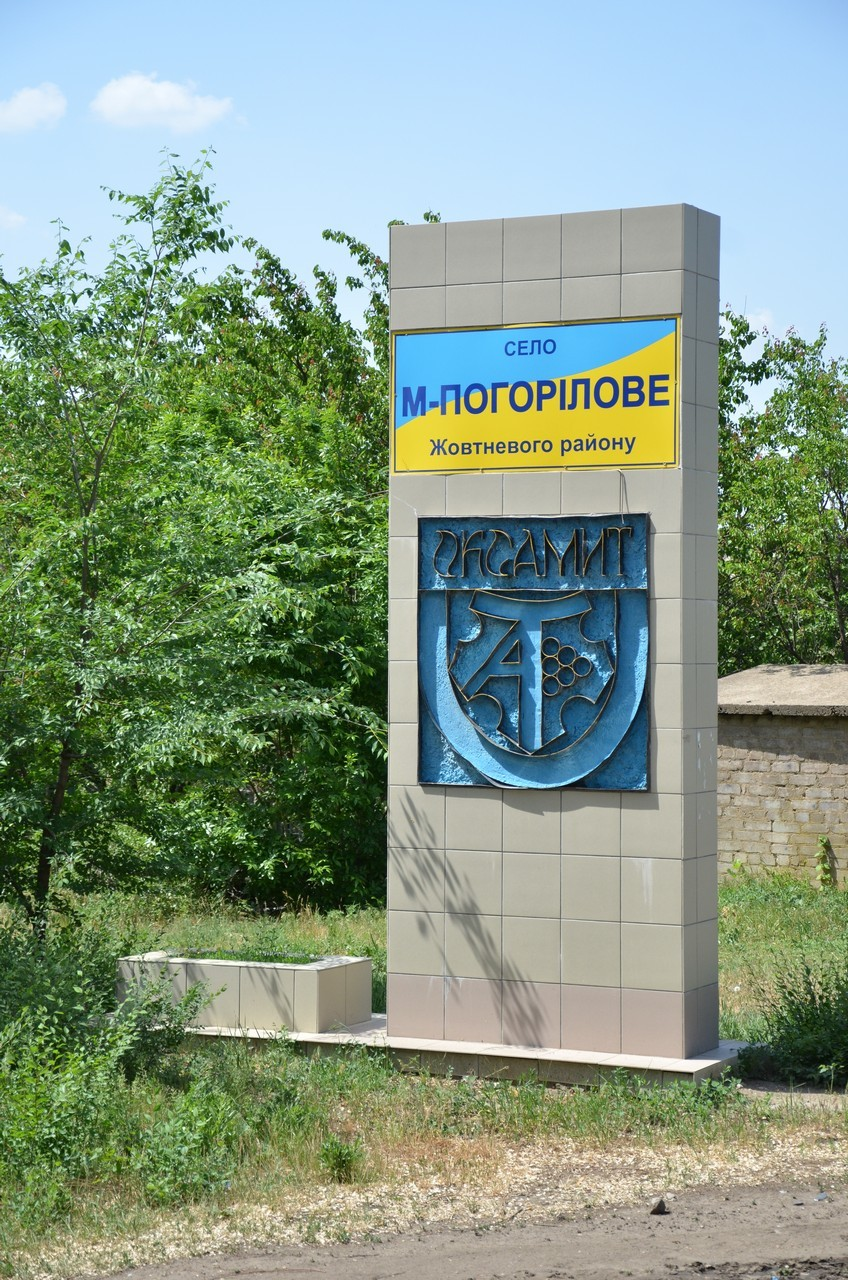
Знак на в'їзді до Мішково-Погорілового (на той час село перебувало у складі колишнього Жовтневого району)

Мішково-Погоріловим пролягає автошляхи міжнародного значення М14E58 та національного значення Н11. Відстань до обласного центру — 2 км, до найближчої залізничної станції Мішкове — 3 км.
В селі розташовані три панельних чотириповерхових будинків, Мішково-Погорілівський ліцей, Мішково-Погорілівська гімназія, заклади дошкільної освіти "Золотий Ключик" та "Веселка", дві бібліотеки та Мішково-Погорілівська загальноосвітня санаторна школа-інтернат Миколаївської обласної ради.
Біля Мішково-Погорілового розташований виробничий комплекс ПАТ «Сандора» загальною площею 60 тис. м², виробничі потужності якого становлять 3,75 млн одиниць продукції на добу.
Між Мішково-Погоріловим та Миколаєвом розташований Центральний міський цвинтар, який називають «Мішковським». Неподалік села розташований лісовий заказник «Мішково-Погорілове».

## Транспорт
До Мішкового кожні 30 хвилин до 20:00 курсує маршрутне таксі № 119 від площі Перемоги.
До Погорілового існує можливість дістатися маршрутним таксі № 118 з автостанції біля «П'ятого океану» (вул. Електронна), інтервал руху 30 хвилин.
До Харчатівки та Святомиколаївки — маршрутне таксі № 124 від автостанції біля «П'ятого океану» (вул. Електронна), інтервал руху 30 хвилин.

## Місцевості
- Мішкове
- Погорілове
- Харчатівка

## Відомі уродженці

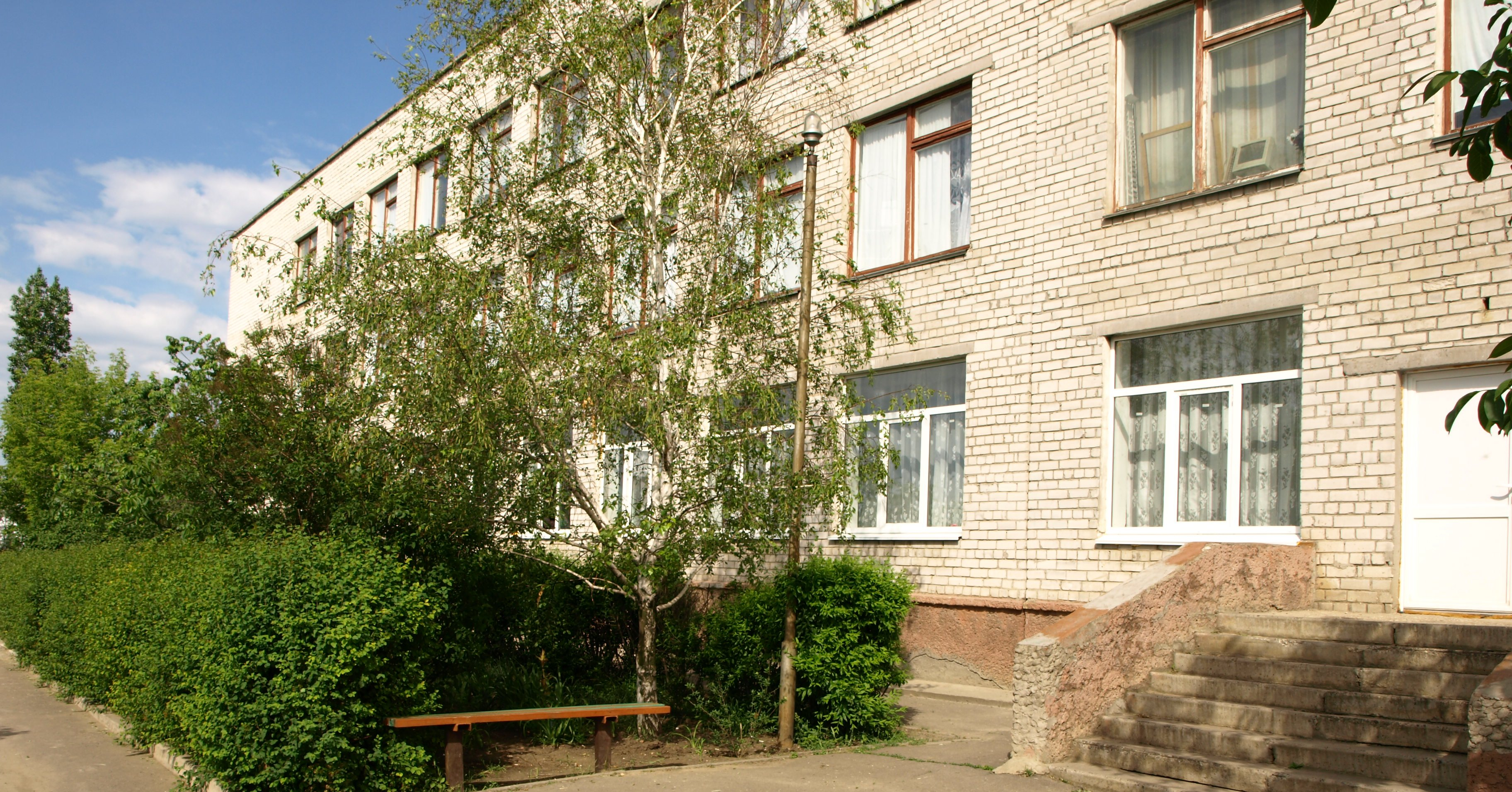
Мішково-Погорілівська загальноосвітня школа І—ІІІ ступенів

- Горик Світлана Михайлівна — директор Мішково-Погорілівської опорної загальноосвітньої школи І—ІІІ ступенів, відзначена орденом княгині Ольги[6].
- Меріков Вадим Іванович — український політичний діяч, народний депутат України VII скликання, меценат, благодійник, голова Миколаївської обласної державної адміністрації
- Москаленко Вікторія Вікторівна — українська діячка, голова Миколаївської обласної ради.
- Моторний Іван Порфирович — військовий льотчик, Герой Радянського Союзу.